# Alphonse Casse
Alphonse Casse (Brussel, 9 juni 1846 - Parijs, 12 april 1923) was een Belgisch volksvertegenwoordiger.

## Levensloop
Casse was de zoon van gemeenteontvanger Jacques Casse en van Marie-Régine Vandenhove. Hij trouwde met Marie-Pétronille Lekens, en in tweede huwelijk met Joséphine Maurel.
Hij werd burgerlijk ingenieur aan de Rijksuniversiteit Gent (1870). Hij werd aannemer van openbare werken en was directeur van Casse et Hottat en van Casse A. in Brussel.
In 1888 werd hij verkozen tot onafhankelijk volksvertegenwoordiger voor Brussel en bekleedde dit ambt tot in 1892.